# Glaciar Petermann

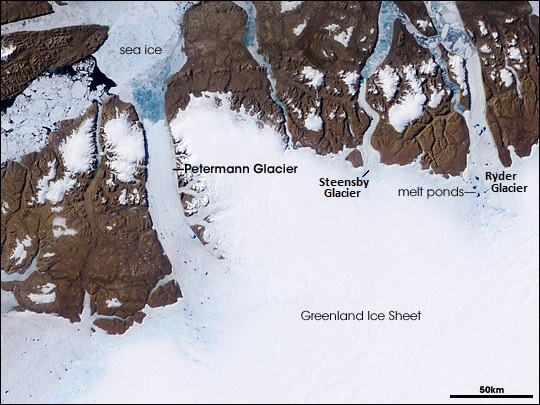
Imagen por satélite de la NASA.

El glaciar Petermann es un glaciar extenso situado en el noroeste de Groenlandia en la parte este del Estrecho de Nares. Toma su nombre del geógrafo alemán August Petermann. Conecta la superficie helada de Groenlandia con el océano Ártico cerca de la latitud 81° N. Este glaciar costero está constituido por una lengua de hielo flotante de 70 km (43 millas) de longitud y 15 km (9,3 mi.) de anchura cuyo grosor cambia de unos 600 m (2.000 pies) en su base hasta los aproximadamente 30-80 m (98-260 pies) en su parte frontal. Un cálculo aproximado de equilibrio de masa parece indicar que alrededor del 80% de su masa se pierde fundiéndose por su base, aunque no hay muchos datos oceanográficos disponibles para conectar el glaciar Petermann con su fiordo y el adyacente estrecho de Nares. Incluso la profundidad y situación de su lecho son en gran medida desconocidos por falta de mediciones modernas del fiordo.

## Imágenes por satélite

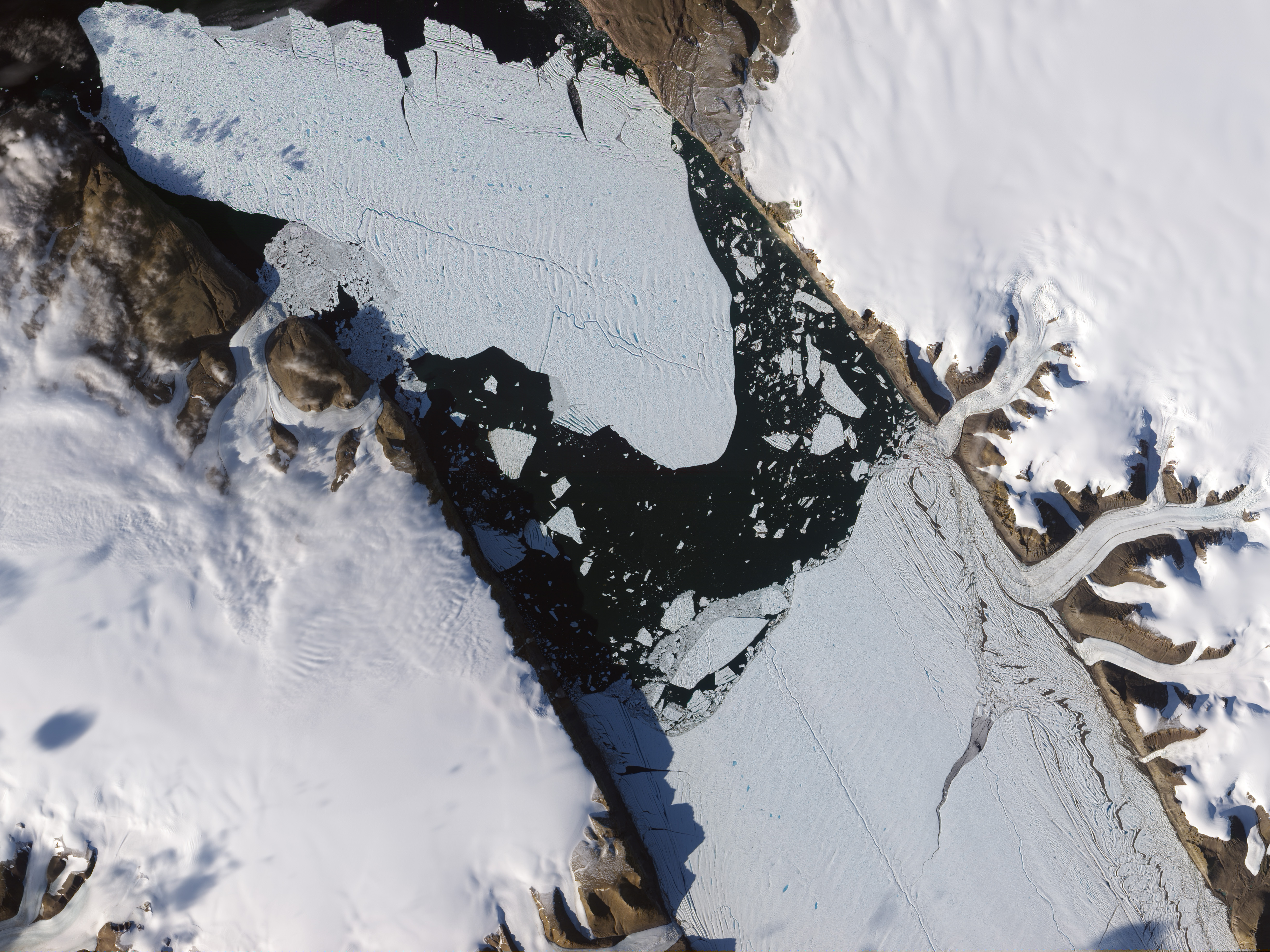
Imagen de satélite a color natural del iceberg separado del glaciar el 5 de agosto de 2010.

Una serie de imágenes por satélite tomadas entre 2002 y 2009 muestran que el borde del glaciar ha avanzado hacia el océano, aunque también se han desarrollado varias fisuras laterales. La distancia entre las fisuras o grietas y el borde del glaciar ha disminuido y puede ser una señal precursora de un desgajamiento del hielo del glaciar.
En agosto de 2010 ya se desgajó un gran trozo del glaciar de 260 km² reduciendo su área y volumen en un 25% y 10% respectivamente. Entre el 15 y el 16 de julio de 2012, un pedazo de 46 millas cuadradas se separó de la punta norte del glaciar. Durante varios años antes del desgajamiento se había observado una larga hendidura en ese sitio por medio de satélites de la NASA.